# Vuurtoren van Peñón de Vélez de la Gomera
De vuurtoren Peñón de Vélez de la Gomera is een vuurtoren gelegen op de Spaanse exclave Peñón de Vélez de la Gomera, aan de Marokkaanse kust van de Alboránzee, 260 kilometer ten westen van Melilla en 117 kilometer van Ceuta. Het is een vuurtoren beheerd door de havenautoriteit van Melilla.
De constructie ervan werd in 1859 uitgevoerd ter vervanging van het sporadische licht dat zich in Fort Santiaguino bevond.